# カジミェシュ・チャルトリスキ
カジミェシュ・チャルトリスキ（波:Kazimierz Czartoryski；立:Kazimieras Čartoriskis, 1674年3月4日 - 1741年8月31日）は、ポーランド・リトアニア共和国の大貴族（マグナート）、公（Książę）、政治家。

## 生涯
1699年よりリトアニア酒膳官となり、国王スタニスワフ・レシチニスキによる抜擢で1707年から1709年までリトアニア財務長官を務め、また1712年から1724年までリトアニア副大法官にあり、1724年からはヴィリニュス城代を務めた。クレメネツ、ヴィエリシ、ウシュヴャティの代官でもあった。カジミェシュは1697年の国王自由選挙ではコンティ公フランソワ・ルイを支援した。1730年に白鷲勲章を受けた。
4人の子供たちはいずれもポーランド聖俗界の重要人物となった。長男ミハウと次男アウグストは改革派の政治党派「ファミリア」を形成して18世紀のチャルトリスキ家全盛期を築き、長女のコンスタンツィアは兄たちの同盟者スタニスワフ・ポニャトフスキ伯爵と結婚して、後のポーランド王スタニスワフ・アウグスト・ポニャトフスキの母親となった。三男のテオドールは兄たちとは違って政治には深く関与せず、聖職者となってポズナン司教を務めた。